# Преображенская церковь (Яранск)
Церковь во имя Преображения Господня (Преображенская церковь, Спасо-Преображенская церковь, Спасская церковь) — снесённая православная церковь в Яранске. Принадлежала Вятской и Слободской епархии (ныне Яранская епархия Вятской митрополии).

## История
Первая каменное тёплое здание церкви освящено 9 января 1738 года. При церкви был придел Иоанна Предтечи, который освящён 18 сентября 1737 года. Этот храм поминается в 1765 году среди яранских церквей.  5 апреля 1765 года храм во время случившегося пожара сгорел.
Существовавшая до сер. XX века церковь, также каменная, заложена в 1815 году.
В административном отношении церковь не была самостоятельной. У неё не было собственного прихода, не велись метрические книги. Храм был подчинён причту Успенского собора, поэтому часто церковь также именуют собором.
Закрыт в 1930-х годах. Разрушен в 1950-х годах. Находился в районе домов №№ 17,19 по улице Карла Маркса.

## Архитектура
Тёплый кирпичный храм. Прямоугольное в плане здание, центральная часть которого была увенчана невысоким куполом, с двухъярусной колокольней. В церкви было три престола: главный — во имя Преображения Господня, левый — в честь Владимирской иконы Божией Матери и правый — в честь Святого Николая Чудотворца.